# Dipterocarpus coriaceus
Espèce
Classification phylogénétique
Statut de conservation UICN

 CR A1cd+2cd, B1+2c : 
En danger critique
Dipterocarpus coriaceus est un grand arbre sempervirent de la Péninsule Malaise, du Kalimantan et de Sumatra, appartenant à la famille des Diptérocarpacées.

## Répartition
Forêts de plaine à diptérocarp de la Péninsule Malaise, du Kalimantan et de Sumatra.

## Préservation
En danger critique de disparition du fait de la déforestation. En juillet 2013, 400 ha restant de la Bikam Forest Reserve, son dernier habitat naturel, a été rasée pour y produire de l'huile de palme. Précédemment une partie de la réserve avait été défrichée pour l'extension de l'Universiti Teknologi MARA (UiTM). Selon l'ONG Sahabat Alam Malaysia une cinquantaine d'arbres se trouvent dans le marais à l'intérieur du campus de l'université.